# Ankudinov
Ankudinov je priimek več oseb:
- Peter Tihonovič Ankudinov, sovjetski general
- Jegor Jefremovič Ankudinov, sovjetski letalski as